# Super Max!
Super Max! is een single van de Nederlandse band Pitstop Boys uit 2016. Het nummer is een aanmoedigingslied voor Max Verstappen.

## Achtergrond
Super Max! is geschreven en geproduceerd door Niels Lingbeek. De inspiratie voor het nummer waren de succes van Max Verstappen en het nummer Johnny Däpp. In het nummer zijn fragmenten van het commentaar van Olav Mol van de Grand Prix Formule 1 van Spanje 2016 te horen. Het nummer dreigde na uitbrengen in vergetelheid te raken, maar behaalde nieuwe populariteit doordat Lando Norris het nummer afspeelde tijden een livestream samen met Max Verstappen. Richting het einde van het Formule 1 seizoen van 2021 en zeker na de wereldtitel van Max Verstappen in 2021 werd het nummer nog bekender. Mede hierdoor haalde het de Single Top 100 op de 66e plaats in 2021. Daarnaast stond het op de derde plaats in de Tipparade.